# Јарак (Сремска Митровица)
Јарак је насеље у Србији у општини Сремска Митровица у Сремском округу. Према попису из 2022. било је 1782 становника.

## Култура
Јарак има основну школу Јован Јовановић Змај и цркву посвећену Св. Георгију, која представља непокретно културно добро као споменик културе од великог значаја.
У Јарку се сваке године одржава међународни пливачки маратон Јарак—Шабац. Маратон је настао у знак сећања на догађаје из Другог светског рата, када су окупатори доводили заробљене грађане Шапца у привремени логор који се тада налазио у Јарку. На том путу многи нису живи стигли на одредиште, а онима који су то успели грађани Јарка су помогли дајући им воду и храну. У знак сећања на то време је и овај маратон.

## Историја
Село Јарак, 13. септембар 1914: „Царске трупе су ослободиле село, пошто се у ноћи пре тога српска војска повукла са локације. У знак одмазде, пошто су сељани понудили српским војницима храну и смештај, сви становници су везани и одведени пред суд у Ириг, а село је запаљено… Пуних седам дана је горео Јарак, од 240 кућа је само девет поштеђено пламена.”

## Демографија
У насељу Јарак живи 1751 пунолетни становник, а просечна старост становништва износи 39,0 година (38,0 код мушкараца и 40,0 код жена). У насељу има 713 домаћинстава, а просечан број чланова по домаћинству је 3,13.
Ово насеље је великим делом насељено Србима (према попису из 2002. године).
|  |

| Демографија | Демографија | Демографија |
| Година      | Становника  | Становника  |
| ----------- | ----------- | ----------- |
| 1948.       | 1.315       |             |
| 1953.       | 1.587       |             |
| 1961.       | 2.083       |             |
| 1971.       | 2.296       |             |
| 1981.       | 2.092       |             |
| 1991.       | 2.256       | 2.211       |
| 2002.       | 2.235       | 2.374       |

| Етнички састав према попису из 2002.‍ | Етнички састав према попису из 2002.‍ | Етнички састав према попису из 2002.‍ | Етнички састав према попису из 2002.‍ | Етнички састав према попису из 2002.‍ |
| ------------------------------------ | ------------------------------------ | ------------------------------------ | ------------------------------------ | ------------------------------------ |
|                                      |                                      |                                      |                                      |                                      |
| Срби                                 | Срби                                 |                                      | 2.099                                | 93,91%                               |
| Роми                                 | Роми                                 |                                      | 32                                   | 1,43%                                |
| Југословени                          | Југословени                          |                                      | 23                                   | 1,02%                                |
| Хрвати                               | Хрвати                               |                                      | 17                                   | 0,76%                                |
| Мађари                               | Мађари                               |                                      | 7                                    | 0,31%                                |
| Украјинци                            | Украјинци                            |                                      | 5                                    | 0,22%                                |
| Немци                                | Немци                                |                                      | 3                                    | 0,13%                                |
| Словаци                              | Словаци                              |                                      | 2                                    | 0,08%                                |
| Македонци                            | Македонци                            |                                      | 2                                    | 0,08%                                |
| Словенци                             | Словенци                             |                                      | 1                                    | 0,04%                                |
| Румуни                               | Румуни                               |                                      | 1                                    | 0,04%                                |
| непознато                            | непознато                            |                                      | 11                                   | 0,49%                                |

|}
| Година пописа     | 1948. | 1953. | 1961. | 1971. | 1981. | 1991. | 2002. |
| ----------------- | ----- | ----- | ----- | ----- | ----- | ----- | ----- |
| Број домаћинстава | 344   | 439   | 590   | 634   | 588   | 734   | 713   |

| Број чланова      | 1   | 2   | 3   | 4   | 5  | 6  | 7  | 8 | 9 | 10 и више | Просек |
| ----------------- | --- | --- | --- | --- | -- | -- | -- | - | - | --------- | ------ |
| Број домаћинстава | 128 | 178 | 108 | 163 | 72 | 46 | 11 | 3 | 2 | 2         | 3,13   |

| Пол    | Укупно | Неожењен/Неудата | Ожењен/Удата | Удовац/Удовица | Разведен/Разведена | Непознато |
| ------ | ------ | ---------------- | ------------ | -------------- | ------------------ | --------- |
| Мушки  | 898    | 298              | 546          | 29             | 24                 | 1         |
| Женски | 941    | 185              | 555          | 176            | 22                 | 3         |
| УКУПНО | 1.839  | 483              | 1.101        | 205            | 46                 | 4         |

| Пол    | Укупно                    | Пољопривреда, лов и шумарство | Рибарство                            | Вађење руде и камена | Прерађивачка индустрија       |
| ------ | ------------------------- | ----------------------------- | ------------------------------------ | -------------------- | ----------------------------- |
| Мушки  | 587                       | 330                           | 0                                    | 0                    | 138                           |
| Женски | 329                       | 213                           | 0                                    | 0                    | 35                            |
| УКУПНО | 916                       | 543                           | 0                                    | 0                    | 173                           |
| Пол    | Производња и снабдевање   | Грађевинарство                | Трговина                             | Хотели и ресторани   | Саобраћај, складиштење и везе |
| Мушки  | 5                         | 7                             | 28                                   | 8                    | 22                            |
| Женски | 3                         | 2                             | 22                                   | 7                    | 3                             |
| УКУПНО | 8                         | 9                             | 50                                   | 15                   | 25                            |
| Пол    | Финансијско посредовање   | Некретнине                    | Државна управа и одбрана             | Образовање           | Здравствени и социјални рад   |
| Мушки  | 0                         | 2                             | 15                                   | 13                   | 3                             |
| Женски | 1                         | 0                             | 6                                    | 11                   | 18                            |
| УКУПНО | 1                         | 2                             | 21                                   | 24                   | 21                            |
| Пол    | Остале услужне активности | Приватна домаћинства          | Екстериторијалне организације и тела | Непознато            | Непознато                     |
| Мушки  | 4                         | 0                             | 0                                    | 12                   | 12                            |
| Женски | 6                         | 0                             | 0                                    | 2                    | 2                             |
| УКУПНО | 10                        | 0                             | 0                                    | 14                   | 14                            |

## Културна добра
- Православна Црква светог Георгија у Јарку, велики значај
- Спомен-чесма у Јарку, знаменито место
- Касноантички шлем из Јарка
- ФК Сремац Јарак